# محظرة التيسير

مسجد التيسير، يدرس الشيخ محمد الحسن داخل هذا المسجد، وفيه يراجع معظم التلاميذ دروسهم.

محظرة التيسير أو محضرة التيسير هي محظرة موريتانية عريقة لتدريس علوم الدين الإسلامي (المذهب المالكي خاصة) وعلوم اللغة العربية؛ من نحو وصرف وحتى الشعر العربي القديم (الجاهلي)، تأسّست المحظرة على يد عالم الدين الموريتاني محمد الحسن بن الخديم (الملقب «حشن») سنة 1394 للهجرة، الموافق سنة 1974م وتقع قرب مقاطعة تكنت (على بعد نحو ميلين شرق المدينة) الواقعة جنوب العاصمة الموريتانية نواكشوط على بعد أكثر من مائة كيلومتر، ويقوم الشيخ -حشن- بالتدريس فيها وبعض من أفراد أسرته وأقاربه وبعض من تلاميذه، ويدرس داخل هذه المحظرة المئات من التلاميذ  الموريتانيين والأجانب بشكل مجاني.

## الموقع الجغرافي
تتواجد محظرة التيسير لى بعد نحو ميلين شمال شرق بلدية تكنت،والتي تقع على بعد أكثر من مائة كيلومتر جنوب العاصمة الموريتانية نواكشوط. يحيط بها كثبان رملية واسعة، مما يضفي على المكان طابعًا طبيعيًا خلابًا وبيئة صحراوية.

## التاريخ
تأسست محظرة التيسير في عام 1974 على يد الشيخ محمد الحسن بن الخديم (الملقب "حشن"). تعتبر المحظرة واحدة من أبرز المعاهد الدينية في موريتانيا، وتُعد منارة للعلم الشرعي والتعليم التقليدي.

### بداية التأسيس
بعد سنوات طويلة من التدريس والتنقل، اختار الشيخ محمد الحسن (حشن) في عام 1974 بناء محظرته على بعد 111 كيلومترًا جنوب نواكشوط، بين الكثبان الرملية. انتقل هو وأسرته وأقاربه لتستقر المحظرة في هذه المنطقة الهادئة. ولحماية المكان من الرمال الزاحفة، قام سكان المنطقة بحرث دائرة شجرية مكونة من 43 ألف شجرة.

## طريقة التدريس
تعتمد المحظرة على الطريقة التقليدية في التدريس، حيث يقوم الطالب بحفظ المتن الذي يود دراسته يوميًا. بعد الحفظ، يتوجه الطالب إلى الشيخ لعرض النصوص عليه، حيث يشرحها الشيخ شرحًا مفصلاً. بعد ذلك، يكرر الطالب الدرس في مكان سكنه

### أوقات التدريس
ينقسم وقت التدريس في المحظرة إلى فترتين:
- الفترة الأولى: من الساعة 8 صباحًا حتى الزوال.
- الفترة الثانية: بعد صلاة الظهر حتى الساعة 10 مساءً.

يتدارس التلاميذ في أوقات فراغهم.

### المدرسون
يتولى الشيخ عبد الرحمن بن محمد الحسن التدريس بشكل أساسي في المحظرة، إلى جانب الشيخ محمد الحسن الذي يدرس بعض الأجزاء من مختصر خليل. يشارك في التدريس أيضًا محمد سالم بن أحمد الخديم ومحمد الأمين بن خمنة، بالإضافة إلى تلاميذ قدامى من المحظرة.

#### المواد العلمية المدرسة
يدرس الطلاب في محظرة التيسير العديد من الكتب المهمة في الفقه المالكي مثل مختصر خليل والكفاف. كما يتعلمون الآجرومية والألفية في اللغة العربية، إضافة إلى ألفية السيوطي والمعلقات العشر وديوان الستة.

## التلاميذ
يقدر عدد الطلاب في محظرة التيسير بنحو 400 طالب، ويزداد العدد في فترات العطلات ليصل إلى ضعف هذا الرقم. يدرس في المحظرة طلاب من مختلف الدول مثل مالي والسنغال والجزائر والمغرب.

### السكن والمرافق
يوفر الطلاب في محظرة التيسير بيئة سكنية ملائمة، حيث توجد العديد من البيوت التي تستوعبهم. أما المياه الصالحة للشرب فتتوفر من خلال الربائن (مضخات المياه).

## نشاطات أخرى
تنظم محظرة التيسير سنويًا ندوة شعرية مديحية بمناسبة ذكرى مولد النبي محمد صلى الله عليه وسلم، كما أقامت في عام 2016 مهرجانًا مديحيًا للأطفال يهدف إلى تعزيز حب النبي في الأجيال القادمة.

## الملاحظات والمراجع
1. ↑  المحظرة، أو المحضرة هي إسم يُطلق على المدارس العلمية التقليدية في موريتانيا (أو في أرض الشناقطة كما كانت تُعرف سابقاً)، ويُطلق هذا الإسم على المدارس التي تدرس القرآن وعلومه والعلوم الشرعية وعلوم اللغة العربية، وهناك خلاف حول سبب تسميتها؛ ويرجّح أن يكون من الحظيرة، أو من الحضور (أي حضور التلاميذ للتدريس عند الشيخ).
2. ↑  نفائس التراث الإسلامي على الإنترنت و " محاظر " موريتانيا موقع الجزيرة نت نسخة محفوظة 8 أغسطس 2018 على موقع واي باك مشين.
3. 1 2  "براعم المديح بموريتانيا.. استنطاق المحظرة بأسلوب عصري". الجزيرة.نت. مؤرشف من الأصل في 2018-01-24.
4. ↑  مسافر مع القرآن - موريتانيا محضرة تيسير - YouTube نسخة محفوظة 15 ديسمبر 2019 على موقع واي باك مشين.